# Lepidocaryum tenue
Lepidocaryum tenue ist eine im tropischen Südamerika heimische Palmenart. Sie ist der einzige Vertreter der Gattung Lepidocaryum.

## Merkmale
Die Vertreter sind mehrstämmige, unbewehrte Fächerpalmen. Sie sind diözisch und blühen mehrmals. Der Stamm ist aufrecht und entspringt einem schlanken Rhizom. Die Internodien sind kurz, die Blattnarben eher unauffällig. 
Die Chromosomenzahl beträgt 2n = 30.

### Blätter
Die Blätter sind klein und palmat (handförmig geteilt). Die Blattscheide zerreißt gegenüber dem Blattstiel und ist häufig mit einem sehr dichten Haarkleid besetzt. Der Blattstiel ist lang. Eine Hastula fehlt meist. Die Blattspreite ist durch einige wenige, bis zum Blattansatz reichende Risse in wenige, zugespitzte, unterschiedlich breite Segmente zerteilt.

### Blütenstände
Die Blütenstände stehen einzeln und zwischen den Blättern. Männliche und weibliche Blütenstände sind ähnlich und doppelt verzweigt. Das Vorblatt ist röhrig, eng anliegend, zweikielig und damit zwei kurzen Lappen. Der Blütenstandsstiel ist lange und trägt mehrere röhrige Hochblätter. Die Blütenstandsachse ist länger als der -stiel. Die Hochblätter an der Blütenstandsachse gleichen denen am -stiel, reißen aber an der Spitze ein. Jedes Hochblatt trägt einen Seitenzweig erster Ordnung. Diese sind eher kurz und tragen ein baslaes, röhriges, zweikieliges Vorblatt und manchmal ein leeres röhriges Hochblatt, sowie in disticher Anordnung röhrige Hochblätter, die je eine blütentragende Seitenachse (Rachilla) tragen. 
Die männlichen Rachillae sind eher kurz und zurückgebogen. An ihnen stehen die Blüten einzeln oder paarig. Die weiblichen Rachillae sind sehr kurz, die Blüten stehen an ihnen einzeln.

### Blüten
Die männlichen Blüten sind symmetrisch. Der Kelch ist röhrig und kurz dreilappig. Die Krone reicht weit über den Kelch hinaus, die Basis ist verwachsen, die Spitzen sind valvat. Die sechs Staubblätter setzen an der Basis der Kronblätter an. Die Staubfäden sind dick und fleischig, die Antheren sind eher klein, basifix und latrors. 
Der Pollen ist ellipsoidisch und bisymmetrisch. Die Keimöffnung ist ein distaler Sulcus. Die längste Achse misst 28 bis 41 Mikrometer.
Die weiblichen Blüten sind größer als die männlichen. Der Kelch ist röhrig und dreilappig. Die Krone ist wesentlich länger als der Kelch, im unteren Drittel röhrig und hat drei lange Lappen. Es gibt sechs Staminodien mit winzigen, leeren Antheren. Das Gynoeceum ist unvollständig dreifächrig und rundlich. Es beinhaltet drei Samenanlagen. Die Oberfläche ist mit senkrechten Reihen von Schuppen besetzt. Der Griffel ist konisch und kurz dreilappig. Die Samenanlagen stehen anatrop.

### Früchte und Samen
Die Frucht ist kugelig bis länglich, besitzt meist einen Samen und trägt apikal Narbenreste. Das Exokarp ist mit senkrechten Reihen von rötlich-braunen Schuppen besetzt. Das Mesokarp ist dünn, ein Endokarp ist nicht ausdifferenziert. Der Same sitzt nahe der Basis seitlich in der Frucht. Das Endosperm ist homogen.

## Verbreitung und Standorte
Lepidocaryum tenue wächst in den feuchteren Gebieten des Amazonasbeckens, in Kolumbien, Peru, Venezuela, Guyana und Brasilien. Sie wächst im Unterwuchs der tropischen Tiefland-Regenwälder. 

## Systematik
Die Gattung Lepidocaryum wird innerhalb der Familie Arecaceae in die Unterfamilie Calamoideae, Tribus Lepidocaryeae, Subtribus Mauritiinae gestellt. Sie ist die Schwestergruppe der Gruppe aus Mauritia und Mauritiella. Sie ist der kleinste Vertreter der Subtribus.
In der World Checklist of Selected Plant Families der Royal Botanic Gardens, Kew, wird nur die Art Lepidocaryum tenue  Mart. anerkannt und in drei Varietäten unterteilt:
- Lepidocaryum tenue var. casiquiarense  (Spruce) A.J.Hend.: Sie kommt vom südöstlichen Kolumbien bis ins nördliche Brasilien vor.[1]
- Lepidocaryum tenue var. gracile  (Mart.) A.J.Hend.: Sie kommt von Guayana bis ins nördliche Brasilien vor.[1]
- Lepidocaryum tenue var. tenue (im Spanischen meist als „Irapay“ bezeichnet).[2]: Sie kommt im westlichen Amazonasgebiet vor.[1]

Der Name Lepidocaryum setzt sich aus den griechischen Wörtern für Schuppe und Nuss zusammen und bezieht sich auf die beschuppte Frucht.